# PIN

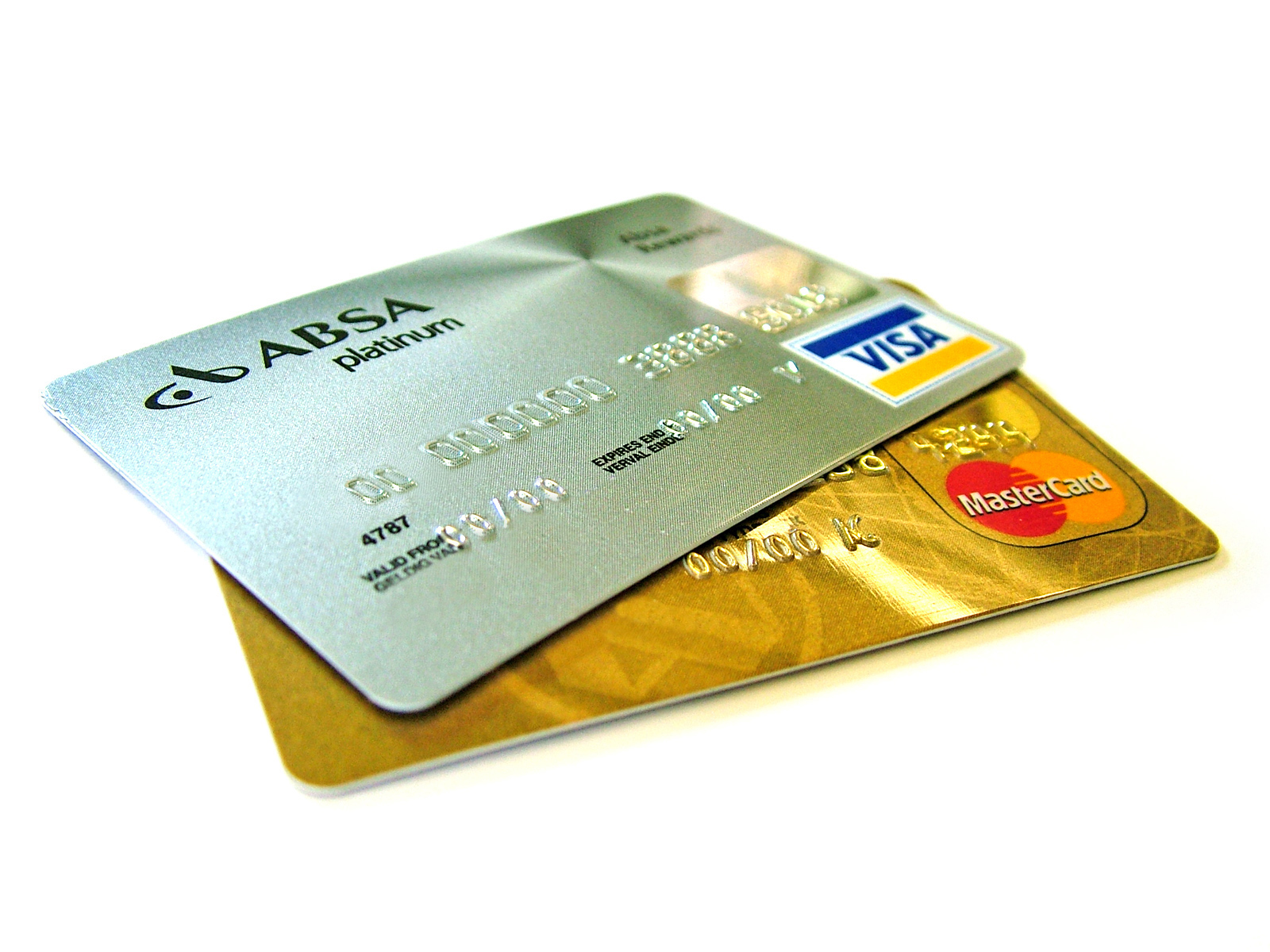
Kreditní karty

PIN je akronym z anglického personal identification number, což znamená osobní identifikační číslo. Jedná se o identifikátor, pomocí kterého je možné se autorizovat např. u platební karty, mobilního telefonu, vstupních kódů apod.
Nejčastěji se jedná o čtyřmístné číslo, které se musí zadat při zapnutí (použití) předmětu a bez jeho znalosti není možné tento předmět použít. V rámci ochrany majitele je většinou systém vybaven limitovaným počtem možností zadání, než dojde k zablokování.
V některých případech je ještě potom možné zadat delší číslo, tzv. PUK čili Personal Unlocking Key (osobní odblokovací kód).